# Enthroned
Enthroned is een Belgische blackmetalband. De band is in 1993 opgestart door Cernunnos in Charleroi.

## Huidige Leden
- Nornagest- vocals
- Norgaath- bass, backing vocals
- Menthor- drums, percussion
- Neraath- lead guitars
- ZarZax- guitars

## Vroegere Leden
- Tzelmoth- live guitar, backing vocals
- Ahephaim - Drums (2007-2009)
- Alsvid - Drums (2000-2004-2007)
- Lord Sabathan - Lead vocals, bass (1994-2006)
- Glaurung - Drums (2004-2007)
- Nguaroth - Guitar(2004-2009)
- Namroth Blackthorn - Drums (1998-2001)
- Nebiros - Guitar (1995-2000)
- Da Cardoen - Session drums on Towards the Skullthrone of Satan (1997)
- Cernunnos - Drums (1993-1997) (heeft zichzelf opgehangen op 19 April 1997)
- Tsebaoth - Guitar (1993-1996)
- Asmodeus - Guitar (1995)
- Alexis - Lead vocals (1993)
- Phorgath- bass, backing vocals (2006-2017)
- Garghuf- drums, percussion Drums (2009-2012)

## Discografie
- Promo 94 (1994)
- Split (featuring Ancient Rites) (1994),
- Prophecies Of Pagan Fire (1995),
- Towards The Skullthrone Of Satan (1997),
- Regie Sathanas (1998),
- The Apocalypse manifesto (1999),
- P-2000 (2000),
- Armoured Bestial Hell (2000),
- Carnage In Worlds beyond (2002),
- Goatlust (2003),
- Xes Haereticum (2004),
- Black Goat Ritual (2005),
- Tetra Karcist (2007),
- Pentagrammaton (2010),
- Obsidium (2012),
- Sovereigns (2014),
- Cold Black Suns (2019)